# Ville
Ville é uma comuna francesa na região administrativa de Altos da França, no departamento de Oise. Estende-se por uma área de 6,04 km². Em 2010 a comuna tinha 775 habitantes (densidade: 128,3 hab./km²).